# Ligne de Montpellier à Rabieux
La ligne de Montpellier-Chaptal à Rabieux est une ligne de chemin de fer, à écartement standard et à voie unique longue de 45,632 km, située en région Occitanie, en France.
Mise en service de 1892 à 1896 par la Compagnie des chemins de fer d’intérêt local du département de l’Hérault, la ligne relie Montpellier à Rabieux.
Elle est fermée progressivement de 1951 à 1963 et désormais déposée.

## Histoire

### Chronologie[2],[3]
- 1er juillet 1892, mise en service de la section entre Montpellier et Saint-Georges-d'Orques
- 26 août 1894, mise en service du tronçon de Saint-Georges-d'Orques à Gignac
- 15 mars 1896, connexion de la ligne avec celle de Vias à Lodève avec l'ouverture de la section entre Gignac et Rabieux
- 1926, ouverture de la halte de Saint-Paul-et-Valmalle
- 1930, ouverture de la halte de La Boissière-village
- 1947, ouverture de la halte du Disque et de Pont de l'Hérault
- 1er février 1948, fermeture du service des voyageurs
- Début 1951[note 1], fermeture de la section de Saint-Georges-d'Orques à Aniane
- 1er mars 1952, fermeture de la section du Mas-de-Fourques, (au sud de Juvignac) à Saint-Georges-d'Orques
- 20 juillet 1952, dépose de la section de Saint-Georges-d'Orques à Mas-de-Fourques, (au sud de Juvignac)
- 1er janvier 1953, fermeture de la section de Aniane à Ceyras
- 10 juin 1953, déclassement des section de Saint-Georges-d'Orques à Aniane et du Mas-de-Fourques, (au sud de Juvignac)
- 11 mars 1954, déclassement de la section de Aniane à Ceyras
- 20 juillet 1954, dépose de la section de Saint-Georges-d'Orques à Aniane
- 26 juillet 1957, dépose de la section de Aniane à Ceyras
- 1er janvier 1963, fermeture du service de marchandises entre Ceyras et Rabieux, et par conséquent arrêt du fret sur la ligne
- 11 avril 1963, déclassement de la section de Ceyras à Rabieux
- 20 juillet 1964, dépose de la section de Ceyras à Rabieux

### Origines
Au milieu des années 1860, le département était déjà bien desservi par les chemins de fer mais ceux-ci ne desservaient que la côté et Lodève délaissant la rive gauche de l'Hérault, pourtant peuplée par 20 000 personnes.
Le 26 août 1864, le conseil départemental vota l'étude de 15 lignes d'intérêt local dans le département. Parmi celles-ci figure une ligne entre Ganges et Paulhan, traversant la vallée de l'Hérault.
Un an plus tard, c'est finalement la construction d'une ligne entre Aniane et Rabieux qui est décidée, afin de relier cette région à la ligne de Vias à Lodève.
L'enquête d'utilité publique fut lancé en juin 1866, à cette occasion le maire de Saint-André-de-Sangonis demande la prolongation de la ligne jusqu'à Montpellier. 
Le 1er septembre 1866, Henri Joret présenta sa soumission définitive et s'engagea à construire cette ligne. Ce dernier fonda le 6 août 1868, la Compagnie anonyme des chemins de fer d'intérêt local de l'Hérault.

### Construction
Les travaux commencent en mai 1875, entre la bifurcation de la ligne de Montpellier à Palavas et la future gare Chaptal et furent abandonnés peu après.
La reprise des chantiers de la Compagnie de l'Hérault — dont la construction de cette ligne — fut annoncée en 1890.
En août de la même année, le département approuva la modification du projet initial afin de mieux desservir Gignac et Aniane.
Les travaux de la section entre la gare Chaptal et Saint-Georges-d'Orques ont commencé en avril 1890 avec la réutilisation du creusement déjà amorcé, en 1876, de la grande tranchée de Font-Carrade. La section fut mise en service le 1er juillet 1892.
La construction de la ligne entre Saint-Georges et Gignac commença en octobre 1891 et nécessita une importante main d'œuvre, jusqu'à 413 ouvriers en décembre 1893, à cause du nombre importants d'ouvrages à construire. Le tronçon fut achevé le 26 août 1894.
La dernière section entre Gignac et Rabieux fut inaugurée le 15 mars 1896.

### Exploitation et évolution

#### Trafic voyageurs
À l’origine, l’horaire quotidien proposait trois allers-retours complets, dont deux trains mixtes (voyageurs et marchandises) et un train marchandises-voyageurs (MV). Un aller-retour supplémentaire reliait Aniane à Rabieux à la mi-journée, avec retour le soir afin de permettre à la locomotive et à son personnel de stationner à Aniane pour la nuit. Le temps de parcours était de deux heures pour les trains mixtes et de deux heures quarante-deux pour le MV, avec correspondance assurée à Rabieux avec le réseau du Midi.
Durant la Première Guerre mondiale, la desserte fut réduite à deux allers-retours quotidiens et, après le conflit, elle ne retrouva pas son intensité initiale. Ainsi, le service du 27 décembre 1926 ne comprenait plus que trois allers-retours, dont un seul MV.
Le service ferroviaire du 15 mai 1930 voit une amélioration de la desserte, avec la mise en place de quatre allers-retours quotidiens, comprenant deux trains mixtes et deux trains de marchandises-voyageurs (MV). À cette date, la Compagnie du Midi assurait la correspondance vers Paulhan et Lodève, avec des temps d’attente variant entre 7 minutes et 1 heure 2 minutes, selon les circulations.
Face au déficit d’exploitation croissant, dû à l’augmentation des charges de fonctionnement et à la concurrence de la route, le trafic voyageurs fut suspendu le 1er janvier 1933, soit quatre ans après l’affermage du réseau à la Société générale des Chemins de fer Économiques le 1er janvier 1929. Le service voyageurs fut toutefois rétabli le 26 août 1939, à la veille de la Seconde Guerre mondiale, afin de suppléer à la réquisition des autocars. Durant le conflit, l’exploitation connut des irrégularités liées aux difficultés de transport routier et à la pénurie de locomotives, l’entretien du matériel étant fortement compromis par le manque de main-d’œuvre et de matières premières.
C’est dans ce contexte qu’intervint une évolution notable : les trains d’intérêt local furent prolongés jusqu’à Lodève en empruntant, à partir de Rabieux et moyennant péage, la ligne SNCF dépourvue de service voyageurs depuis 1939. La circulation sur la ligne de la SNCF était assurée par les agents du réseau secondaire, qui avaient en charge la délivrance des billets, les manœuvres liées à la réception et à l’expédition des trains, ainsi que le garage et le remisage du matériel roulant et de la locomotive à Lodève.
Après la Libération, la navette ferroviaire reliant quotidiennement Montpellier à Rabieux ne circula plus que trois fois par semaine (mardi, jeudi et samedi) à partir de novembre 1944. Elle fut complétée par une circulation dominicale à compter du 14 juillet 1946. La suppression des trains de voyageurs de la SNCF au nord de Paulhan entraîna, le 13 février 1947, la mise en place d’un aller-retour quotidien Lodève – Montpellier-Chaptal assuré par autorail, avec un temps de parcours de 1 h 38. Le 10 juillet de la même année, l’offre fut modifiée : une navette Chaptal – Lodève en milieu de journée venait désormais s’ajouter à deux allers-retours Chaptal – Saint-André-de-Sangonis. Cette desserte demeura en vigueur jusqu’au 1er février 1948, date de la fermeture définitive de la ligne aux voyageurs.

#### Trafic marchandises

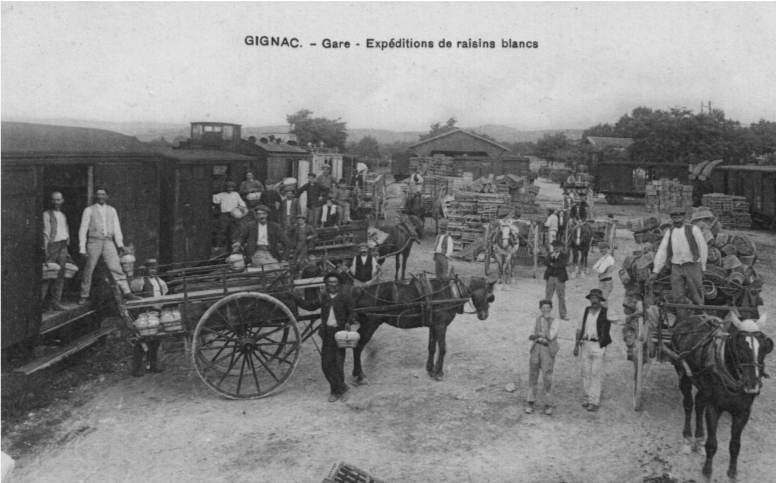
Chargement de raisin en gare de Gignac au début du XXe siècle

La ligne était utilisée pour transporter les denrées et marchandises produites dans la région : vin, raisin de table, olive confite, matériaux de construction, bauxite. De plus, elle permettait également d'approvisionner les populations locales en pailles, fourrages, engrais, charbon, essence, matériel agricole, matériaux et bois de construction, bétail, produits alimentaires et houille.
Le vin et le raisin étaient les principaux produits transportés, leur transport a perduré respectivement jusqu'en 1963 et 1953.

### Fermeture
Après une reprise du trafic pendant la Seconde Guerre mondiale, la concurrence routière, réapparue dès 1946, et l’aggravation du déficit incitèrent le département à supprimer progressivement les sections les moins rentables du réseau. Le 1er février 1948 le service voyageur est supprimé. Le tronçon Saint-Georges – Aniane fut ainsi mis hors service au début de l'année 1951, à la suite de la fermeture des gares de Saint-Paul et de La Boissière, la gare de Saint-Georges continua d’être desservie à la demande (par train ou par route) depuis Montpellier-Chaptal jusqu’au 1er mars 1952.
Sur la section occidentale Aniane – Rabieux, la SNCF reprit le 17 avril 1951 la traction du train de marchandises quotidien à l’aide d’un locotracteur Berliet de 40 CV basé à Rabieux. La desserte tri-hebdomadaire de l’ultime tronçon Rabieux – Ceyras, limitée à Ceyras à partir du 1er janvier 1953, subsista jusqu’au 1er janvier 1963 (mettant fin ainsi à toute circulation sur la ligne), soit moins de deux ans après la fermeture du garage de Celleneuve, rattaché à Chaptal depuis 1953, le 1er février 1961.
Les différentes sections de la ligne seront déclassés de 1953 à 1963 et déposés de 1952 jusqu'au 20 juillet 1964.

## Caractéristiques

### Tracé
La ligne partait de la gare Chaptal et franchissait la Mosson après Celleneuve puis montait, dans une zone de garrigues, en direction de Saint-Georges-d’Orques et de Saint-Paul-et-Valmalle , où elle traversait le Coulazou. Elle remontait ensuite les gorges du Coulazou en les franchissant à deux reprises, parcourait le bassin de La Boissière et atteignait son point culminant — également le point culminant du réseau — au niveau de ce village, à 201 m d’altitude. La voie descendait alors vers le bassin de l’Hérault, franchissait à quatre reprises le Gassac près de sa source, longeait le ravin de la Combe des Gours et traversait un tunnel dans le vallon du Corbière pour rejoindre la vallée de l’Hérault à Aniane. Elle traversait ensuite l’Hérault après Gignac et se raccordait enfin à la ligne du Midi à Rabieux, dans la vallée de la Lergue.

### Gares
La ligne comportait dix gares : Montpellier-Chaptal, Montpellier-Celleneuve, Saint-Georges, Saint-Paul-Montarnaud, La Boissière, Aniane, Gignac, Saint-André-de-Sangonis, Ceyras-St-Felix, Rabieux et quatre arrêts de pleine ligne : Saint-Paul-et-Valmalle, La Boissière-Village, Le Disque et Pont de l’Hérault.

### Ouvrages d'art,

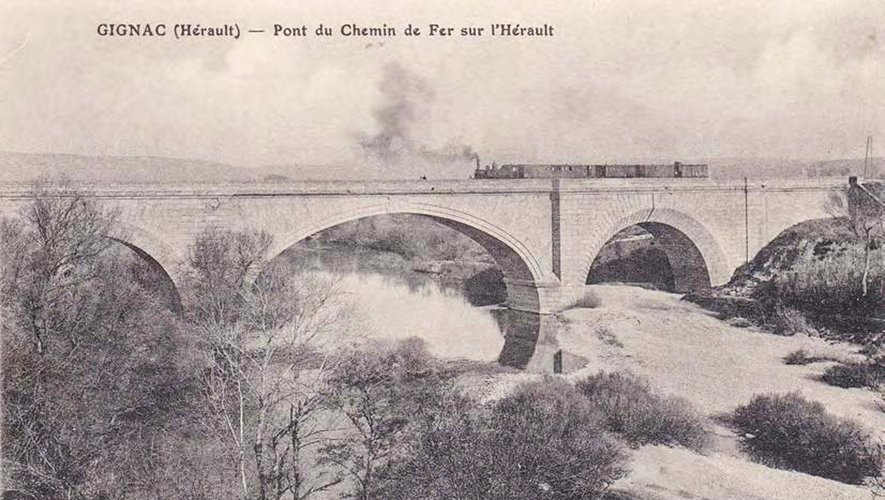
Un train passant sur le pont de Gignac

### Ouvrages d'art[1],[4]
| Nom                         | PK | Long.    |
| --------------------------- | -- | -------- |
| Pont sur la Mosson          |    | 50 m     |
| Pont sur le Coulazou I      |    | 27 m     |
| Pont sur le Coulazou II     |    |          |
| Tunnel de la Tinasse        |    | 106 m    |
| Pont sur le Coulazou III    |    |          |
| Pont sur les Cavaliers      |    |          |
| Pont sur la Combe des Gours |    |          |
| Tunnel des Cadenèdes        |    | 277 m    |
| Pont sur la Combe Lignaon   |    |          |
| Pont sur le Gassac          |    |          |
| Pont de Gignac              |    | 174,76 m |
| Pont sur le Trénols         |    |          |

### Vitesses limites
Les trains franchissaient le pont de Gignac à la vitesse de 6 km/h et après 1949, à 15 km/h.